# Château des Bouly
Le château des Bouly est un château du XVIIIe siècle situé à Saint-Loup-sur-Semouse, en France.

## Localisation
Le château est situé sur la commune de Saint-Loup-sur-Semouse, dans le département français de la Haute-Saône.

## Historique
Le château a été édifié en 1755 par Jean-Baptiste Bouly, maître de forge de la Baronnie, dont le frère François-Joseph fut le premier maire élu de la commune en 1790. La propriété passa au XIXe siècle en la possession de la famille de Malliard, qui ajouta ses armes au fronton de l'édifice avec sa devise, Pellendo Malleus Ardet, (« En frappant s'échauffe le marteau »)[réf. souhaitée]. Les façades ont été restaurées en 2005.
L'édifice, qui a eu fonction d'hospice, est classé au titre des monuments historiques en 1979.